# Influencermamma och barnmisshandlare
Influencermamma och barnmisshandlare (engelska: Abused by Mum: The Ruby Franke Scandal) är en brittisk dokumentärfilm som hade premiär den 13 augusti 2024. Filmen hade premiär på TV4 Play den 11 februari 2025.

## Handling
Filmen handlar om den amerikanska influencern Ruby Franke som delade videor om sitt familjeliv till miljontals följare. Men bakom den perfekta fasaden levde hennes barn i en fullständig mardröm.